# Közveszéllyel fenyegetés
A közveszéllyel fenyegetés egy bűncselekmény, amelyet Magyarországon a 2012. évi C. törvény (Büntető törvénykönyv) határoz meg, megadva a büntetési tételét is:
"338. § (1) Aki a köznyugalom megzavarására alkalmas olyan valótlan tényt állít, híresztel, vagy azt a látszatot kelti, hogy közveszéllyel járó esemény bekövetkezése fenyeget, bűntett miatt három évig terjedő szabadságvesztéssel büntetendő.
(2) A büntetés egy évtől öt évig terjedő szabadságvesztés, ha a közveszéllyel fenyegetés a köznyugalmat súlyosan megzavarta."